# Mathilde von Geldern

Das Wappen der Grafen von Geldern

Mathilde von Geldern und Zütphen († 28. Oktober 1247 oder später) war eine Gräfin aus dem Haus Wassenberg und durch Ehe Gräfin von Nassau. Sie ist eine direkte Vorfahrin der Könige der Niederlande und der Großherzöge von Luxemburg.

## Leben

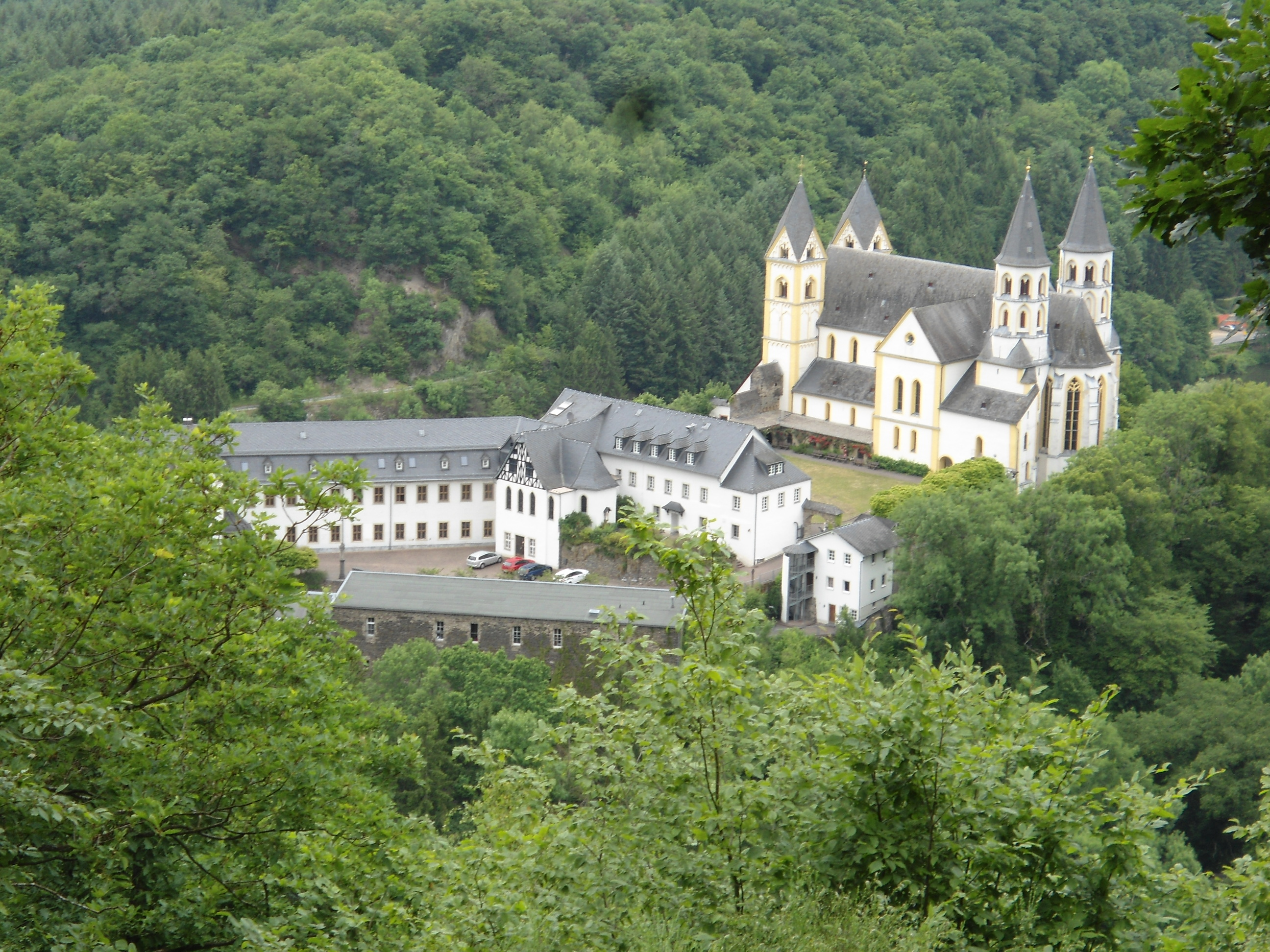
Kloster Arnstein

Mathilde war die jüngste Tochter des Grafen Otto I. von Geldern und Zütphen und Richardis von Scheyern-Wittelsbach, eine Tochter des Herzogs Otto I. von Bayern und Agnes von Loon.
Mathilde wird unter anderem in folgenden Urkunden erwähnt:
- Eine Urkunde vom 11. Dezember 1215, in der ‘Heinricus et Roppertus comites de Nassovva’ mit Genehmigung von ‘uxorum nostrarum Methildis et Gertrudis’ Besitz des Mainzer Doms erwarben.
- Eine Urkunde vom 9. Juni 1239, in der ‘Heinricus … comes de Nassowe … collateralis nostra … Methildis’ die Abhängigkeit von der ‘ecclesie in Nepphe’ bei Kloster Arnstein bestätigte.
- Eine Urkunde vom 20. Juli 1245, in der ‘Henricus comes de Nassowe et Methildis comitissa uxor eiusdem, Walramus primogenitus, ceterique liberi eorundem’ Maut von einer Brücke an Kloster Altenberg geschenkten.
- Eine Urkunde aus dem Jahr 1247, in dem ‘Heinricus comes de Nassowe et Mectildis comitissa … ecclesiam in Inferi[ori] Diffenbach’ dem Kloster Arnstein geschenkten, in dem ‘filiorum nostrorum Walerami, Ottonis, Henrici, Gerardi, Johannis’ als Zeugen auftraten.

Die Nekrologie des Klosters Arnstein dokumentierte den Tod von ‘Mecktildis comitisse de Nassauw sororis nostre’ am 28. Oktober. Sie wird noch in einer Urkunde aus dem Jahr 1247 erwähnt, daher starb sie am 28. Oktober 1247 oder ein später Jahr.

## Nachkommen
Mathilde heiratete vor 11. Dezember 1215 mit Graf Heinrich II. von Nassau (* um 1180; † 26. April 1247/48/49/50, vor 25. Januar 1251).

Mit ihm hatte sie die Kinder:
1. Ruprecht († 19. September vor 1247),[3][6] wurde vom Erzbischof von Trier mit Allod in Diez und Ober-Lahnstein belehnt,[9] war Ritter des Deutschen Ordens.[3]
2. Walram II. (* um 1220; † 24. Januar 1276), Nachfolger seines Vaters, Begründer der walramischen Linie von Nassau.
3. Otto I. († zwischen 3. Mai 1289 und 19. März 1290), Nachfolger seines Vaters, Begründer der ottonischen Linie von Nassau.
4. Heinrich († 28. Mai nach 1247),[6] war Mönch in Kloster Arnstein.[3][6]
5. Elisabeth (* um 1225; † nach 6. Januar 1295), ⚭ Gerhard III. von Eppstein († 1252).[6]
6. Gerhard († zwischen 7. April 1312 und 20. September 1314),[10] war u. a. Kanoniker in Lüttich.
7. Johann († Deventer, 13. Juli 1309), war Elekt des Hochstifts Utrecht.[3][6]
8. Katharina († 27. April 1324), wird 1249 Äbtissin des Klosters Altenberg.[3]
9. Jutta († 1313), ⚭ um 1260 Johann I. von Cuijk († 13. Juli 1308).[6]
10. ? Irmgard († 1. August 1297), war Äbtissin in Val-Benoît.[6]